# Kolfuschg

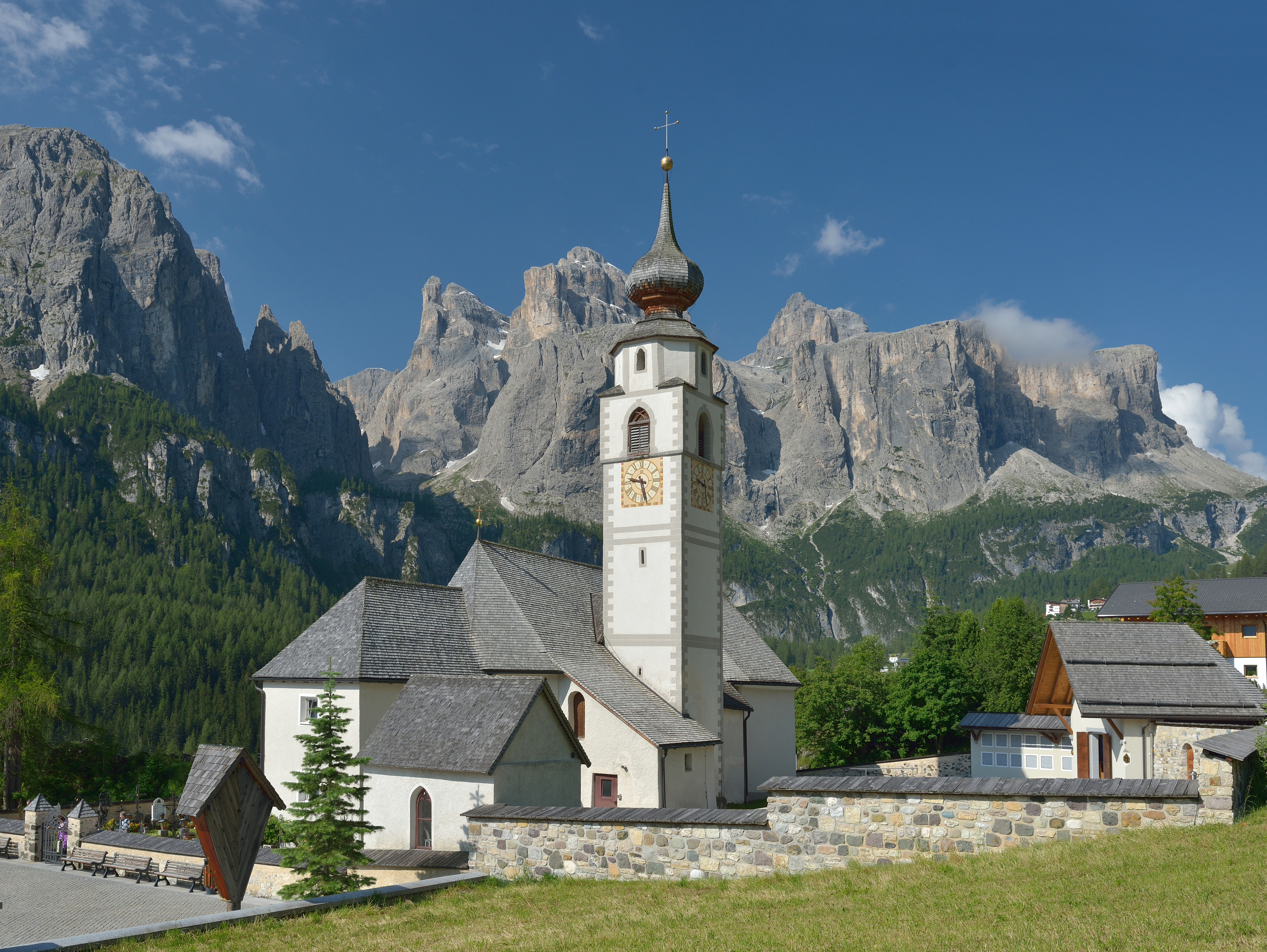
Pfarrkirche St. Vigil in Kolfuschg mit der Sellagruppe im Hintergrund

Kolfuschg (ladinisch Calfosch, italienisch Colfosco) ist ein Dorf in Südtirol bzw. Ladinien. Die Ortschaft gehört zur Gemeinde Corvara im südwestlichen Seitenast des oberen Gadertals und wird von der SS 243 durchquert. Mit einer Höhe von 1610–1690 m ist Kolfuschg die höchstgelegene Siedlung des Tals. Umgeben ist das Dorf von Berggipfeln der Dolomiten: Nordseitig werden diese der Puezgruppe, südseitig der Sellagruppe zugerechnet. Östlich unterhalb liegt der Hauptort der Gemeinde, Corvara, westlich steigt das Gelände zum Grödner Joch (2121 m) an.
Der Name ist ersturkundlich in einer Aufzeichnung des Traditionsbuchs des Augustinerchorherrenstifts Neustift bei Brixen aus den Jahren 1142–1155 als Calfus und Colphusge bezeugt (zu collis fuscus, „dunkler Hügel“). Zum historischen Baubestand des Dorfes zählen die Pfarrkirche St. Vigil sowie die denkmalgeschützten Bauernhöfe Sorà und Zecca da Ruatsch. 1925 wurde das bis dato eigenständige Kolfuschg mit Corvara zur Gemeinde Ladinia vereint, die 1938 in Corvara umbenannt wurde. Heute ist Kolfuschg, Teil der Ferienregion Alta Badia, stark touristisch geprägt und bietet von November bis April Skibetrieb.